# Alfredo Gargaro
Alfredo Gargaro (Trivento, Molise, Italia, 12 de octubre de 1893 - Santiago del Estero, 10 de octubre de 1963) fue un abogado e historiador argentino de origen italiano, especializado en la historia de la provincia de Santiago del Estero.

## Biografía y trayectoria
Nacido en el sur de Italia, a fines del siglo XIX llegó con sus padres a la Argentina, estableciéndose en la ciudad de Mendoza, donde transcurrieron su infancia y adolescencia. Se recibió de abogado en la Universidad Nacional de Córdoba, donde también se doctoró en jurisprudencia en el año 1919 con una tesis acerca de la Liga de las Naciones. Poco antes había obtenido la ciudadanía argentina.
A comienzos de la década de 1920 se instaló en la ciudad de Santiago del Estero, donde militó en la Unión Cívica Radical y fundó el diario La Opinión. Entre 1926 y 1928 se estableció nuevamente en la ciudad de Mendoza, donde ejerció como juez del fuero civil. Reinstalado en Santiago del Estero, ejerció como juez de instrucción hasta poco antes del golpe de Estado de 1930.
Desde entonces se dedicó a la docencia en Historia y en Instrucción Cívica, simultáneamente en el Colegio Nacional, en la Escuela Normal, en la Escuela de Comercio y en el Liceo de Señoritas. Fue profesor de escuelas secundarias durante alrededor de 25 años.
En 1919 publicó un conjunto de ensayos históricos llamado Hojas dispersas. Sus principales trabajos historiográficos comenzaron a ser publicados en los años 1930.
Desde 1938 fue correspondiente de la Academia Nacional de la Historia; fue también miembro del Instituto de Historia de la Universidad Nacional de Tucumán, de la Sociedad Argentina de Antropología, de la Asociación Argentina de Estudios Históricos, de la Comisión Nacional de Museos y Monumentos Históricos y de las juntas provinciales de historia de Catamarca, Tucumán, Córdoba y Mendoza. Fue editor de las revistas Historia y Revista del Instituto de Historia del Derecho. Fundó y presidió la Junta Provincial de Historia de Santiago del Estero desde su fundación, en abril de 1942. También dirigió la revista Ensayos, órgano de difusión de la Junta, en la que editaron historiadores locales como Alejandro Gancedo (hijo), y otros de alcance nacional como Emilio Ravignani, Raúl Orgaz, Ricardo Levene y Enrique de Gandía; no obstante, alcanzó a editar únicamente siete números. Fue parte de la Comisión de Homenaje al IV centenario de la fundación de Santiago del Estero; durante su inauguración dejó establecido que

La historia es puro conocimiento, no pura fantasía. No es posible que la pasión impulse el criterio por un camino extraviado, ajeno a la realidad.

Formó parte de la Nueva Escuela Histórica fundada por Ricardo Levene, y fue el precursor y maestro de otro gran historiador santiagueño, Luis Alén Lascano. Estaba casado con Luisa G., nacida y criada en Mendoza, con quien publicó Voces mendocinas de origen quichua y La lengua quichua en Santiago del Estero, de 1953.
Falleció en la ciudad de Santiago del Estero el 10 de octubre de 1963, dos días antes de cumplir los 70 años de edad.
Su nieto, también llamado Alfredo Gargaro fue detenido y desaparecido durante la dictadura conocida como Proceso de Reorganización Nacional, el 7 de julio de 1976; fue identificado por última vez en el centro de detención La Perla y permanece desaparecido.

## Obra historiográfica
- Los Taboada y el pronunciamiento de Urquiza contra Rosas (1935)
- Actas inéditas y primera constitución de Santiago (1937)
- Juan Jufré, fundador de Mendoza (1937)
- Los primeros conquistadores de Cuyo (1937)
- Documentos inéditos de Estanislao López (1938)
- Pronunciamiento de Santiago por la Revolución de Mayo (1938)
- Tres conferencias históricas (1939)
- Ibarra y la Coalición del Norte (1940)
- San Martín en el sentimiento histórico chileno (1940)
- La primera imprenta y el primer periódico en Santiago del Estero (1942)
- Paz e Ibarra (1942)
- Estado político de Santiago en los años 1811-1812 (1942)
- Diego de Rojas y la primera entrada al Tucumán (1943)
- Escudo de Armas de Santiago del Estero (1943)
- El general Juan José Dauxion Lavaysse (1943)
- Los pactos interprovinciales anteriores a 1853 (1943)
- La instrucción primaria y Colegio Nacional de Santiago (1944)
- El Poder Legislativo en la época de Ibarra (1944)
- Catamarca y la República del Tucumán (1945)
- La batalla del Pozo de Vargas (1946)
- Actas Capitulares de Santiago del Estero (1941-1946)
- Convenciones constitucionales santiagueñas (1948)
- Los orígenes de la autonomía santiagueña (1948)
- El Barco y Santiago del Estero (1950)
- Itinerario de San Martín al Norte (1950)
- Tucumán. Significación de esta palabra. Su jurisdicción (1952)
- Falsedad del Plan atribuido a Mariano Moreno (1953)
- La leyenda del encuentro de San Martín y Belgrano en Yatasto (1953)
- Juan F. Borges, desde su juventud hasta la Revolución de Mayo (1953)
- Las joyas de las damas mendocinas no fueron donadas para el Ejército de los Andes (1956)
- Santiago del Estero y la Revolución de Mayo (1960)
- Historia de Santiago del Estero 1862-1930 (1963, póstumo)

También participó en la Historia de la Nación Argentina publicada por la Academia Nacional de la Historia en 1941 con el capítulo Santiago del Estero 1810-1862. Redactó también un plan de estudios para el Colegio de la Trinidad de Mendoza, publicado en 1943.